# میلیچوو سلو
میلیچوو سلو (به صربی: Milićevo Selo) یک منطقهٔ مسکونی در صربستان است که در Požega واقع شده‌است. میلیچوو سلو ۶۹۴ نفر جمعیت دارد.